# Rue des Marguettes
La rue des Marguettes est une voie située dans le quartier du Bel-Air du 12e arrondissement de Paris.

## Situation et accès
La rue des Marguettes est accessible par la ligne de métro 1 à la station Porte de Vincennes.

## Origine du nom
Son nom est une altération de « marguerite », situation champêtre. 

## Historique
Cette rue, présente sur les plans du cadastre de 1813 de la commune de Saint-Mandé, est classée dans la voirie parisienne par décret du 23 mai 1863.
Avec la construction de la ligne de Petite Ceinture de chemin de fer qui la longe dans la seconde moitié du XIXe siècle, elle fut réaménagée puis amputée de son tronçon la reliant à l'actuelle rue du Sahel lors de la création de l'hôpital Armand-Trousseau qui engloba cette zone et mura son accès.
L'extrême partie de la rue a été incluse dans la rue de Rambervillers en 1948.

## Bâtiments remarquables et lieux de mémoire
- L'hôpital Armand-Trousseau en son début.
- n° 17-23, à l'angle avec la rue du Niger, immeuble de style Mouvement Moderne, réalisé en 1965 par les architectes Pierre Chaussade et Robert Locre[3]
- L'immeuble situé au no 27, à l'angle de la rue et de l'avenue de Saint-Mandé, joue un rôle important dans l'adaptation par Jacques Tardi en bande dessinée du volume Casse-pipe à la Nation (1957) des aventures de Nestor Burma par Léo Malet.

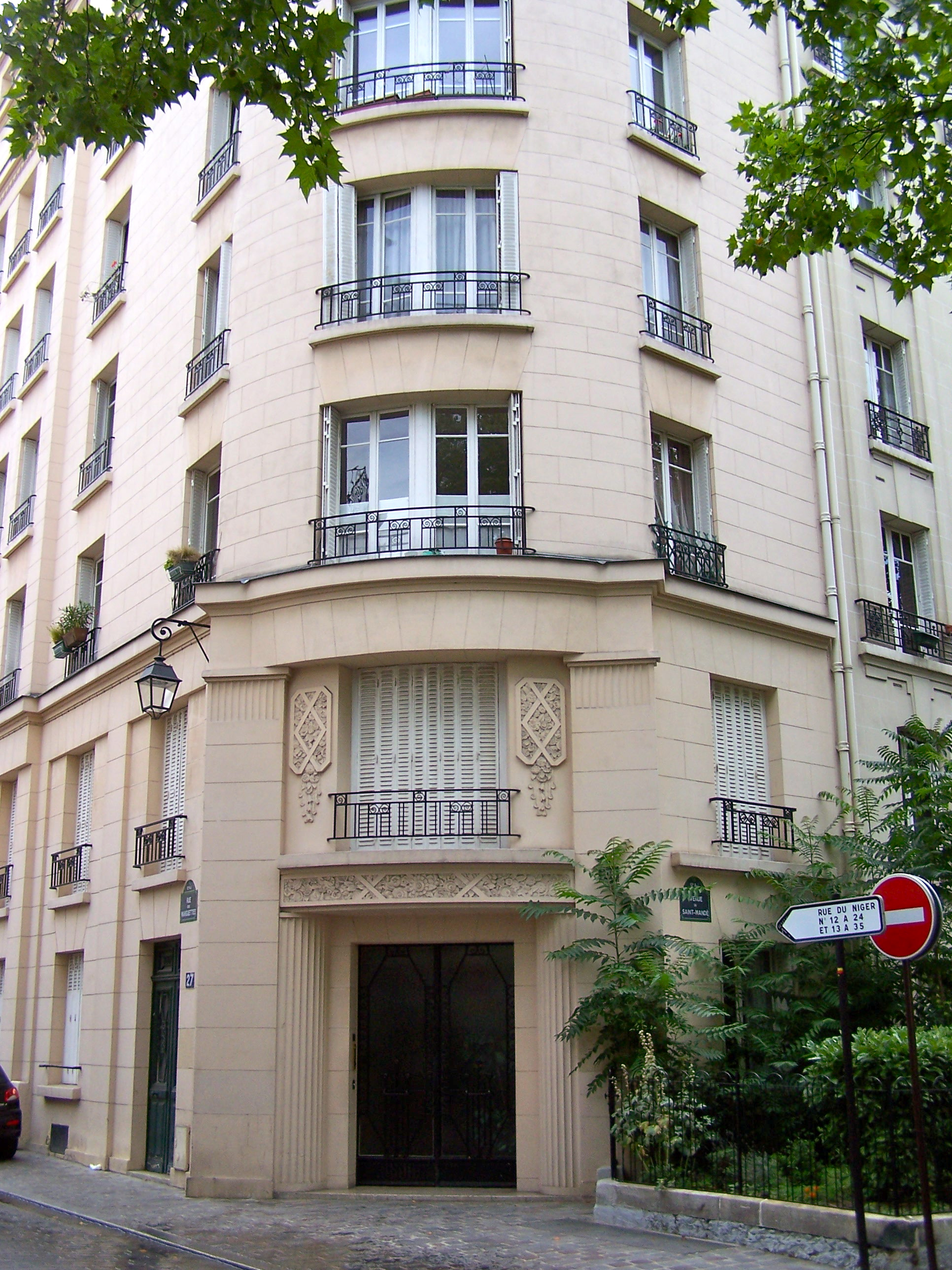
L'immeuble du no 27.